# اولاوی رووه
اولاوی رووه (انگلیسی: Olavi Rove; ۲۹ ژوئیهٔ ۱۹۱۵ – ۲۲ مهٔ ۱۹۶۶) ژیمناست هنری اهل فنلاند بود.